# عمر ريشاردز
عمر ريشاردز (بالإنجليزية: Omar Richards)‏ هو لاعب كرة قدم إنجليزي من أصل أفريقي، ولد في عام 1998 وهو يجيد اللعب في مركز الدفاع ويلعب مع بايرن ميونخ ولعب مع منتخب إنجلترا تحت 21 سنة لكرة القدم.

## مسيرته الكروية

### ريدنغ
لعب ريشاردز للفرق المحلية قبل إنضمامه لنادي فولهام في سن العاشرة. وقع أول عقد إحترافي له بعد انتهاء عقده مع فريق فولهام تحت 16 عام، مع ريدينغ تحت إشراف مدير الأكاديمية إيمون دولان في يوليو 2016. قام مدرب أكاديمية ريدينغ، ديفيد دودز، بتحويله من مهاجم أيسر إلى ظهير أيسر.
ظهر ريتشاردز لأول مرة مع ريدينغ تحت قيادة المدرب ياب ستام في يوم افتتاح موسم 2017–18، ليحل محل يون دادي بودفارسون في الدقيقة 59. أعلن ريدينغ في 30 نوفمبر 2017، أن ريتشاردز قد وقع صفقة جديدة مع النادي حتى عام 2021، وقد سجل هدفه الاحترافي الأول في التعادل 1-1 ضد نوتنغهام فورست في 20 فبراير 2018.

### بايرن ميونخ
أعلن بايرن ميونيخ في 27 مايو 2021، عن توقيع ريشاردز على عقد مدته أربع سنوات بمجرد انتهاء عقد ريدينغ في يونيو 2021.

## مسيرته الدولية
في 30 أغسطس 2019، تلقى ريتشاردز أول إستدعاء دولي له بمكان في تشكيلة إنجلترا تحت 21 سنة. في النهاية ظهر لأول مرة تحت 21 سنة في 11 أكتوبر 2019 كبديل خلال التعادل 2-2 ضد سلوفينيا في ماريبور.

## الإحصائيات
آخر تحديث 8 مايو 2021.
| النادي           | الموسم        | الدوري        | الدوري  | الدوري | National Cup | National Cup | League Cup | League Cup | أخرى    | أخرى  | المجموع | المجموع |
| النادي           | الموسم        | الدرجة        | مباريات | أهداف  | مباريات      | أهداف        | مباريات    | أهداف      | مباريات | أهداف | مباريات | أهداف   |
| ---------------- | ------------- | ------------- | ------- | ------ | ------------ | ------------ | ---------- | ---------- | ------- | ----- | ------- | ------- |
| ريدنغ تحت 23 سنة | 2016–17       | —             | —       | —      | —            | —            | —          | —          | 2       | 0     | 2       | 0       |
| ريدنغ            | 2017–18       | البطولة       | 13      | 2      | 2            | 0            | 1          | 0          | —       | —     | 16      | 2       |
| ريدنغ            | 2018–19       | البطولة       | 10      | 0      | 1            | 0            | 1          | 0          | —       | —     | 12      | 0       |
| ريدنغ            | 2019–20       | البطولة       | 28      | 0      | 4            | 1            | 2          | 0          | —       | —     | 34      | 1       |
| ريدنغ            | 2020–21       | البطولة       | 41      | 0      | 0            | 0            | 1          | 0          | —       | —     | 42      | 0       |
| ريدنغ            | المجموع       | المجموع       | 92      | 2      | 7            | 1            | 5          | 0          | —       | —     | 104     | 3       |
| إجمالي مسيرته    | إجمالي مسيرته | إجمالي مسيرته | 92      | 2      | 7            | 1            | 5          | 0          | 2       | 0     | 106     | 3       |

1. ↑  ظهر في دوري البطولة الإنجليزية

## وصلات خارجية
عمر ريشاردز على موقع الاتحاد الأوربي (الإنجليزية)
- عمر ريشاردز على موقع قاعدة بيانات كرة القدم.إي يو (الإنجليزية)
- عمر ريشاردز على موقع ليكيب (الفرنسية)
- عمر ريشاردز على موقع Soccerbase.com (لاعب) (الإنجليزية)
- عمر ريشاردز على موقع Soccerway.com (الإنجليزية)
- عمر ريشاردز على موقع عالم كرة القدم.نت (الإنجليزية)
- عمر ريشاردز على موقع AS.com (الإسبانية)